# Oud-Terneuzen

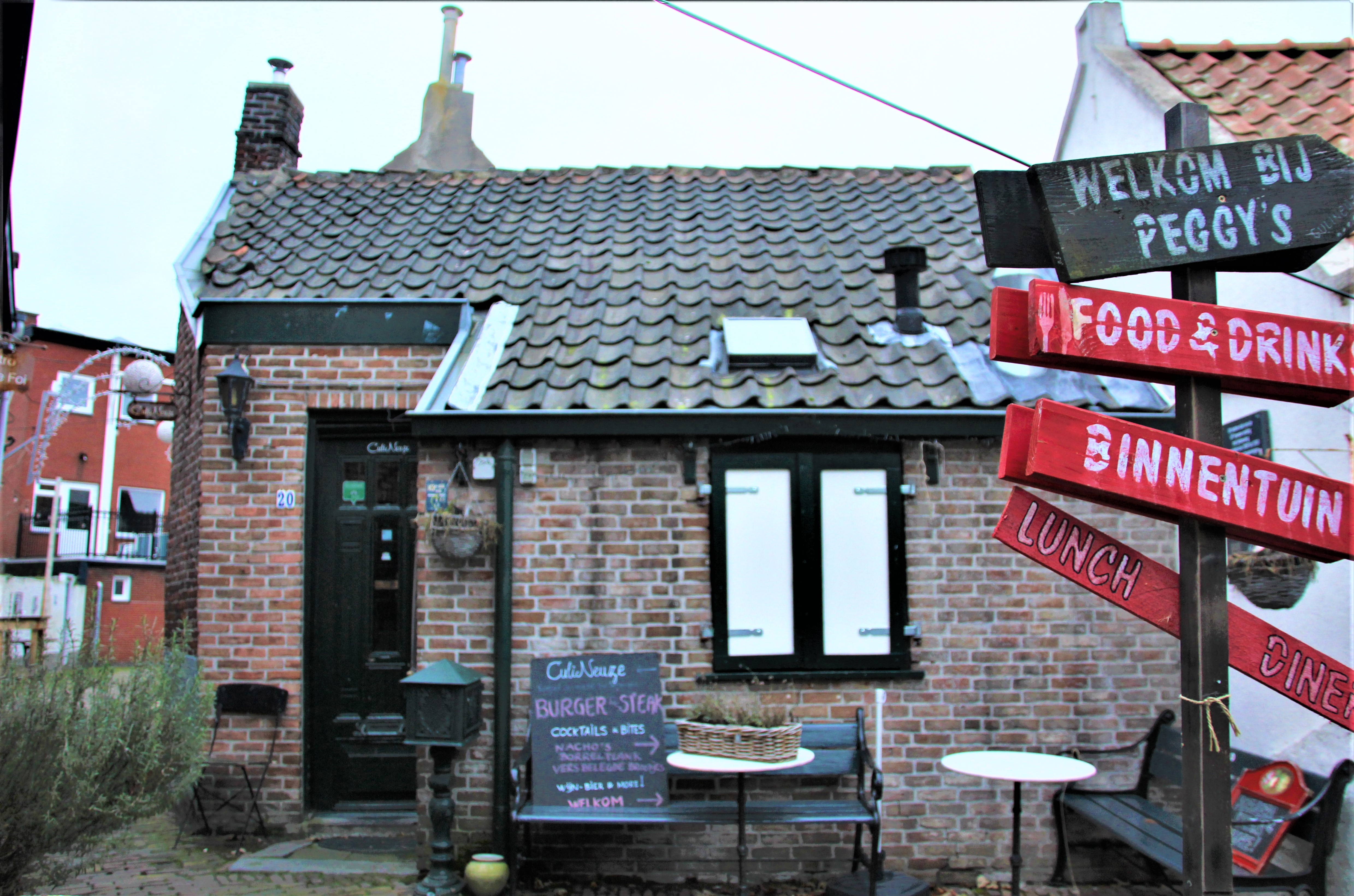
Kruising Vissteeg en Tuinpad in Oud-Terneuzen

Oud-Terneuzen is het oude stadsdeel van de stad Terneuzen, in de Nederlandse provincie Zeeland. Het is gelegen tussen de Herengracht, Kersstraat en de Noordstraat. Oud-Terneuzen wordt gekenmerkt door smalle steegjes en de monumentale panden aan het Tuinpad, de Vissteeg en de Kandeelstraat.

## Geschiedenis
De omgeving is gelegen rondom en boven op de oude vestingwerken van Ter Nose die in 1598 werden aangelegd door de Graaf Filips van Hohenlohe-Neuenstein in opdracht van Maurits, de Prins van Oranje.
De eerste panden werden er omstreeks 1830 gebouwd op de toen reeds verouderde vestingwerken. Tuinpad 22 is vermoedelijk een van de panden die nog uit deze tijd stamt. Tuinpad 24 is gelegen op het hoogste punt binnen de stad Terneuzen, met uitzondering van de bouwwerken op de dijkverstevigingen aan de Westerschelde.
In 1830 kwam een kleine groep Belgische opstandelingen naar Terneuzen om onrust te veroorzaken en een mogelijke opstand van de lokale bevolking te forceren. De lokale bevolking voelde hier echter weinig voor en afgezien van enkele schermutselingen waarbij enkele garnizoenssoldaten hun geweren afhandig werden gemaakt, de belastingbeambte werd ontdaan van zijn geld en her en der wat plunderingen, bleef het relatief rustig.
Na de Tiendaagse Veldtocht tegen België werd besloten om van Terneuzen een moderne vestingstad te maken met bastions, ravelijnen, een arsenaal en garnizoensgebouwen.
Doordat de nieuwe vesting werd aangelegd, kwam de oude vesting vrij voor verdere stadsuitbreidingen. De eerste uitbreidingen van de stad waren nog binnen en/of op de oude vestingwallen. Later kwam het besluit om uit te breiden buiten de oude vesting. Een goed voorbeeld hiervan waren de uitbreidingen in de Vlooswijkpolder. Hiervoor werd de westelijke gracht ter hoogte van de Nieuwediepstraat gedempt. Door de ongelukkige locatie van dit stuk terrein kwam het bij zware regenval regelmatig voor dat de huizen aldaar onder water kwamen te staan.
Het Tuinpad heette vroeger het Walpad en waarschijnlijk stonden er barakken van het garnizoen van Terneuzen. Vanaf 1830 werden er arbeiderswoningen gebouwd. Eerst aan het Tuinpad en de Kandeelstraat, later ook vier in de nieuwe straat Vissteeg. De havenzakenman Van Rompu bouwde op de fundering van twee huisjes een paardenstal voor de paarden die schepen trokken door het kanaal van Terneuzen naar Gent. De woning ernaast verbouwde hij om onderdak te geven aan de opperman. De molen aan het molenzicht werd tweemaal verbouwd. De molenaar woonde ernaast en liet een woning voor zijn zoon aan het Tuinpad bouwen. De molen is in 1932 gesloopt. In de Kandeelstraat werd op de oude fundering van de barakken in 1903 een catechisatielokaal gebouwd. Later werd dit gebouw gebruikt als limonadefabriek, scoutinggebouw en magazijn voor een interieurzaak.

## Historie van de panden in Oud-Terneuzen

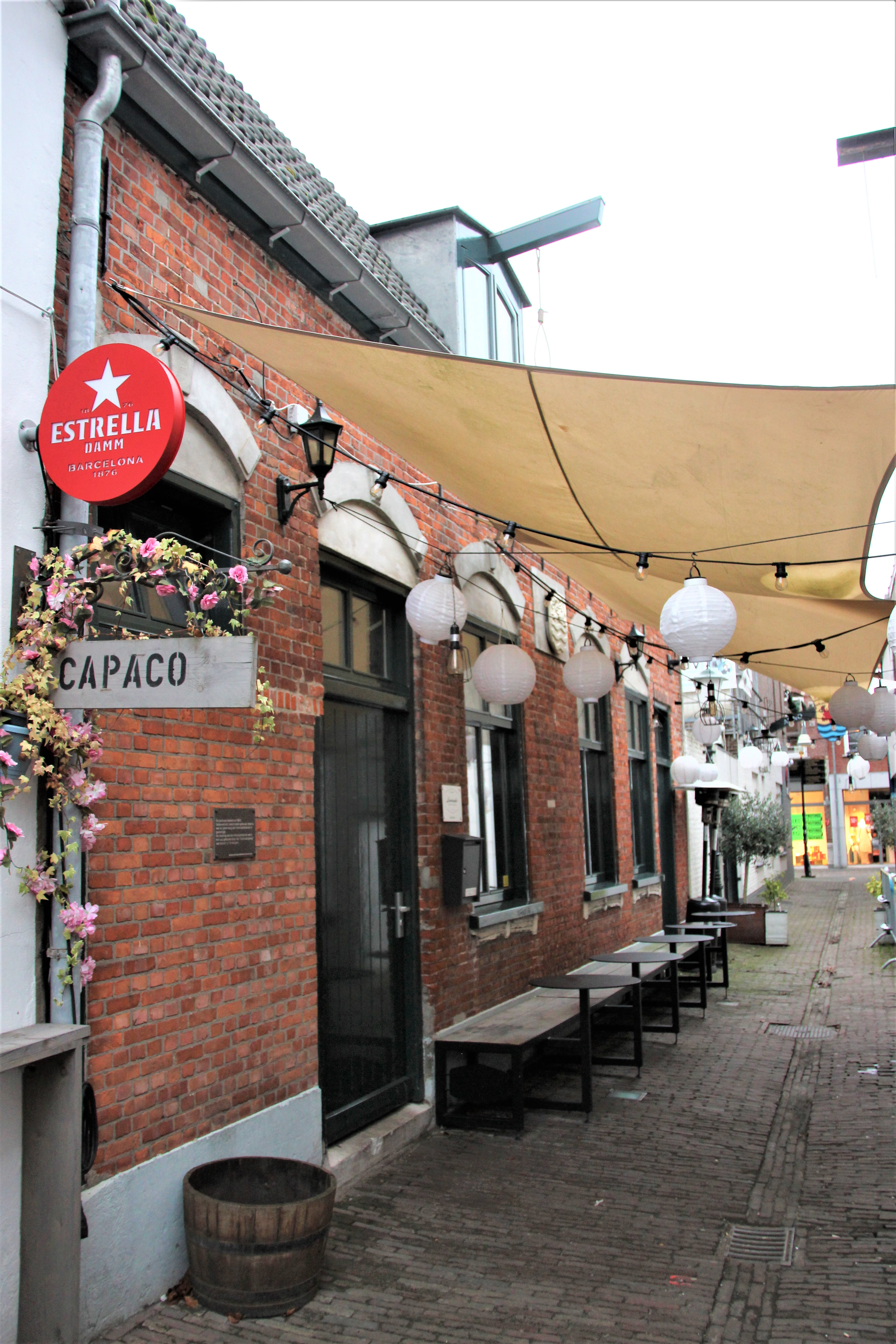
Kandeelstraat 7

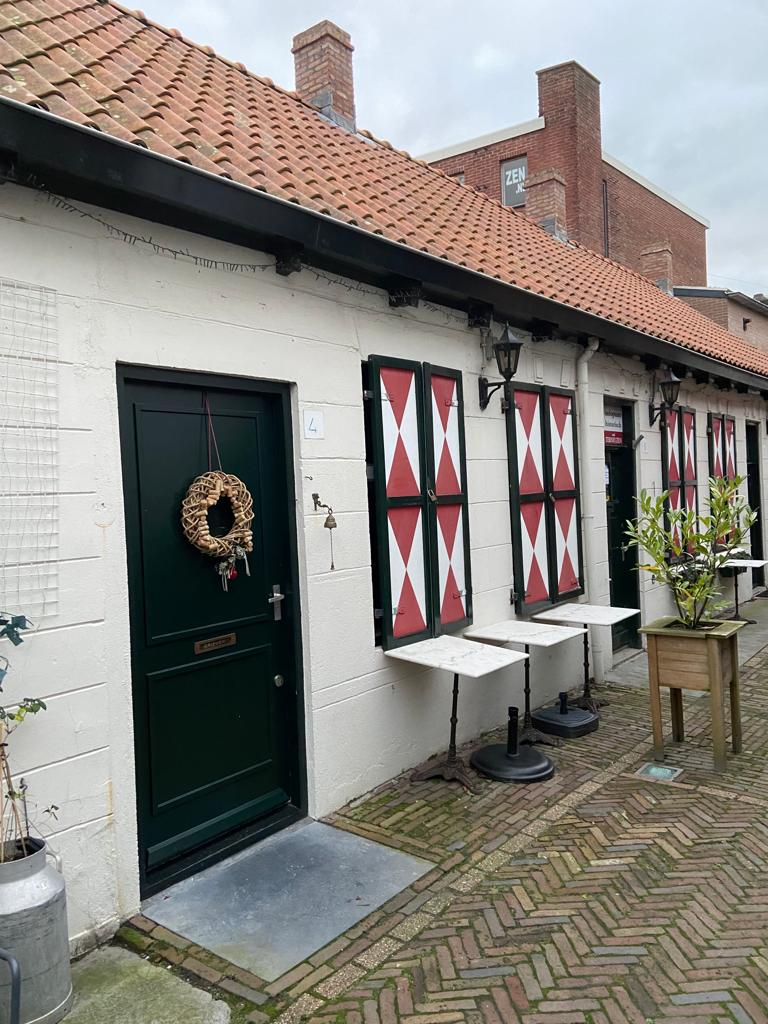
Vissteeg 4, één van de vier witte huisjes van het rijtje

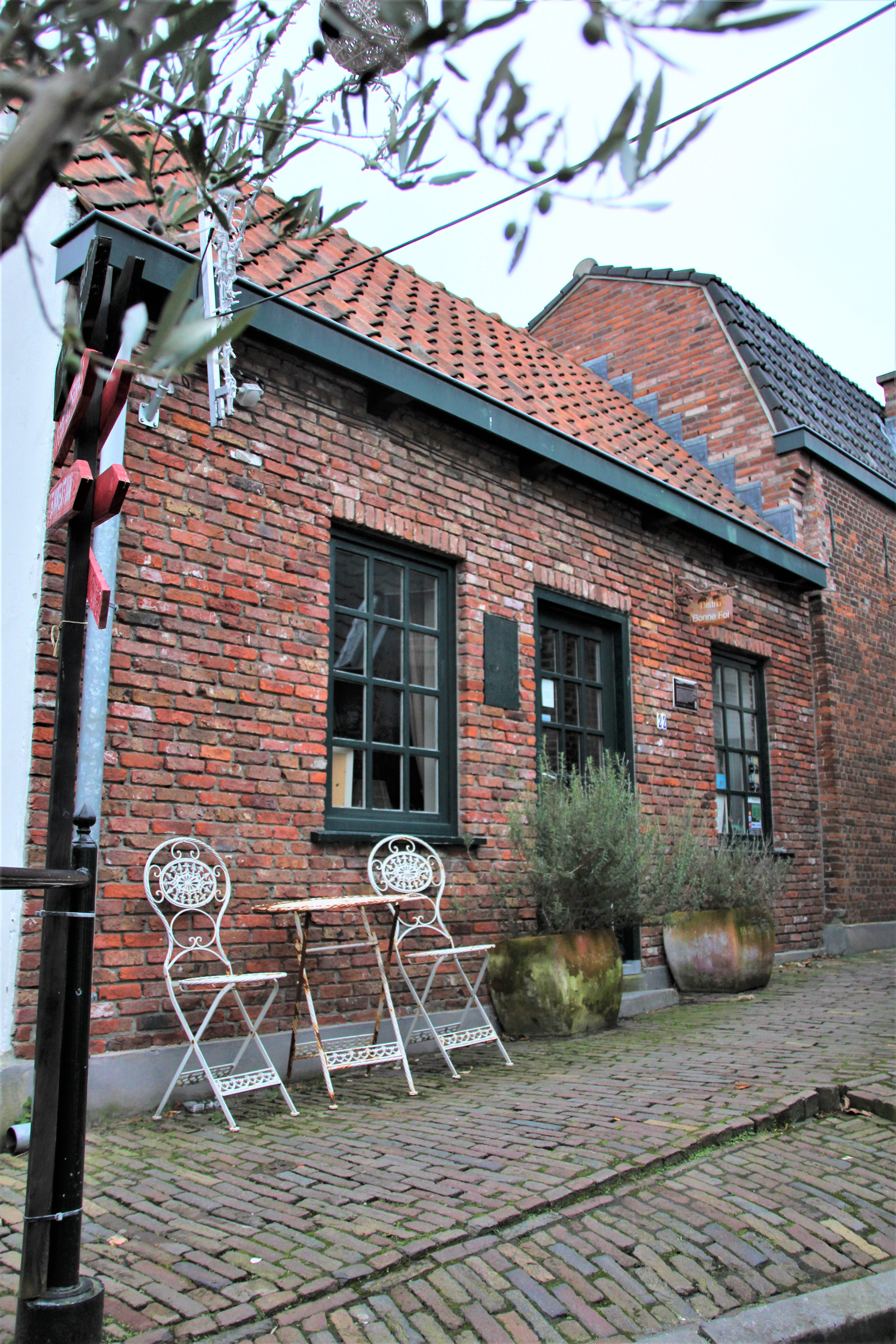
Tuinpad 22

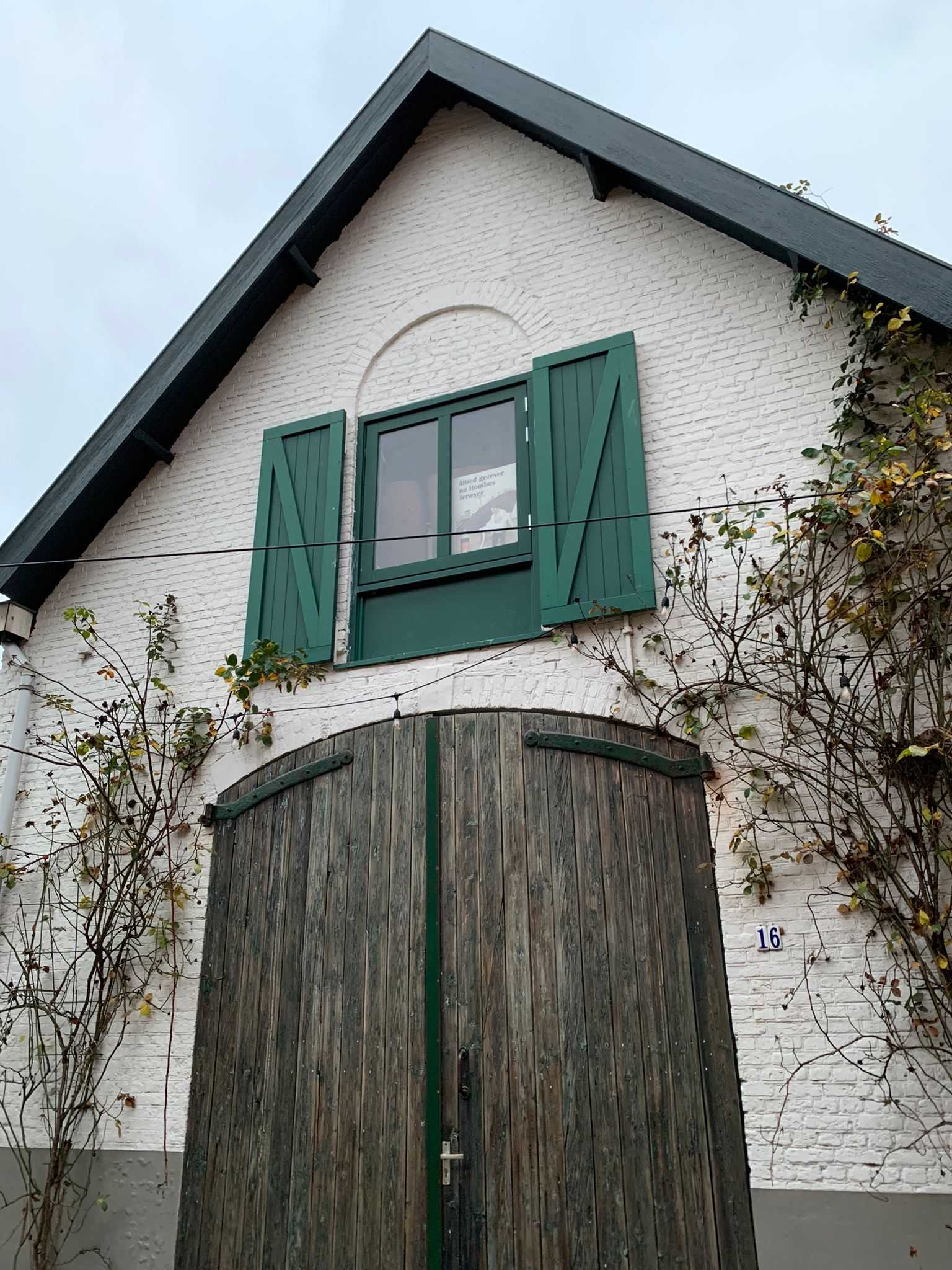
Tuinpad 16 (voorkant)

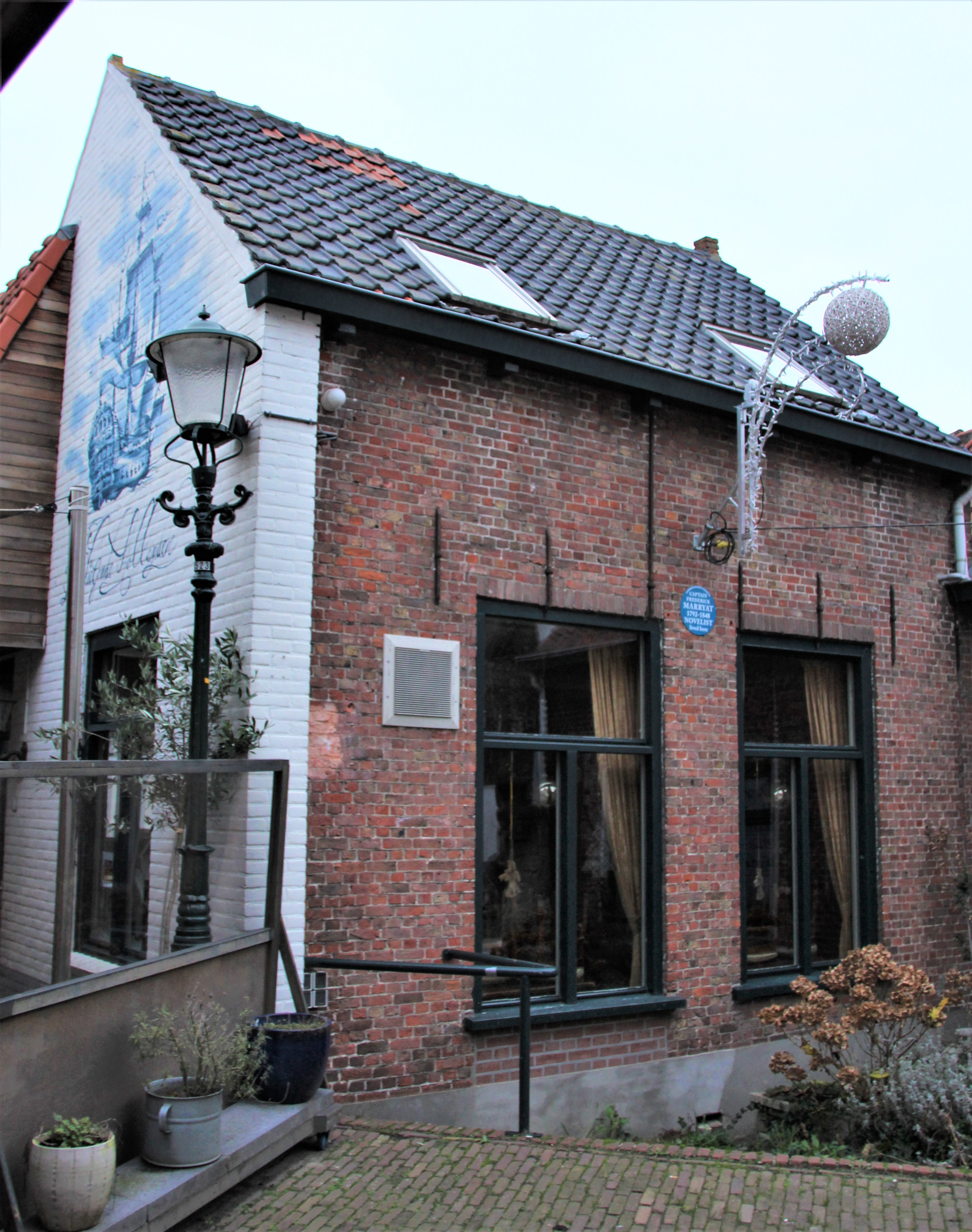
Zijkant van herberg "de vliegende hollander" op tuinpad 12

Tot de jaren zestig werden de meeste huizen bewoond. De woning Tuinpad 22 werd bewoond door een gezin van tien personen. Daarnaast woonde er in de Vissteeg een gepensioneerde visser en nog twee andere gezinnen. In de huizen ontbraken badkamer en toilet, in de achtertuin bevond zich dikwijls een beerput.
Kandeelstraat 7 & 11
Het pand aan de Kandeelstraat 7 uit 1903, is vermoedelijk gebouwd op de oude fundering van een militair gebouw. In de steeg naast dit pand ligt een vrij grote ondergrondse waterput wat het vermoeden doet ontstaan dat het pand van voor 1903 een militaire functie had. Het nieuwe pand werd in 1903 gebouwd met de functie van catechisatielokaal. Nadat het fabriekje zijn deuren had gesloten heeft het in de loop der jaren nog onderdak geboden aan de Doormangroep (een protestantse scoutinggroep), voordat het met het oog op behoud van Oud-Terneuzen werd aangekocht diende het als opslag voor de voorraden van een gepensioneerd ondernemer.
Aan het einde van de Kandeelstraat op nr. 11 werd een kleine schuur, door een visboer gebruikt om vissen te bakken. De metalen schoorsteen is in de jaren negentig verwijderd.
Vissteeg 2-8
De huisjes in de Vissteeg waren in vroegere tijden arbeiderswoningen. Dit waren vier huisjes onder één kap, voor arbeidersgezinnen. Het straatje was bekend door zijn propere onderhoud. De bewoners waren nogal direct om onbevoegden of spelende kinderen de straat uit te dirigeren.
De panden zijn gebouwd als arbeiderswoningen. De originele indeling van het huisje was een hal van de voor- tot achterdeur. Direct rechts de woonkamer, halverwege de gang lag de trap naar de zolder, waar zich één of meerdere slaapkamers bevonden. Aan het einde van de gang was de keuken met wasruimte. In de tuin stond naast de achterdeur een waterput, welke alleen nog aanwezig is bij nr. 8. Halverwege de tuin stond de beerput in een klein houten huisje. De put werd periodiek door een gemeentelijke ophaler leeggemaakt. In de jaren negentig is de beerput van nr. 8 uitgegraven om er een vijvertje van te maken. Deze oude beerput is te bekijken in de tuin van Vissteeg 6-8. In elke tuin stond tevens achter in een schuurtje, kolen- en kippenhok.
In 1923 liet de heer J. Harte een werkhok aan Vissteeg 2 bouwen. Op zijn bouwaanvraag is duidelijk te zien hoe de panden in originele staat waren gebouwd.
In 2020 is Vissteeg 8 volledig gerenoveerd tot vakantiewoning volgens de moderne standaarden al zijn authentieke elementen zoals de tegelvloer en plafond behouden. Tevens hebben de handgeschilderde tegels die eerder in Tuinpad 22-24 waren verwijderd hier een nieuwe bestemming gevonden. 
In Vissteeg 6 is het Historisch Informatiepunt Oud-Terneuzen gehuisvest. 
Tuinpad 22 & 24
In de panden aan het Tuinpad 22 en Tuinpad 24 zaten bedsteden. De bedindeling in Tuinpad 22 was zover bekend; 1e bedstede voor de ouders, 2e bedstede voor drie dochters en boven op het kleine zoldertje lagen nog eens vijf jongens. Het huisje had destijds een kleinere omvang van circa 6 bij 4 meter. Nadat de laatste permanente bewoners waren vertrokken, is het kleine binnenplaatsje van nr. 22 en 24 bij de huisjes getrokken. De voordeur van nr. 22 is ongeveer 1 meter naar links verplaatst. De oude hal met keuken is een kleine kamer geworden.
Ook aan Tuinpad 24 is anno 2009 het een en ander veranderd. De binnenplaats heeft plaatsgemaakt voor een keukentje, een toilet, een douche en een doorloop naar nr. 22. De toenmalige eigenaar van het Tuinpad 22-24, D.L. van der Meer sr., gebruikte de twee pandjes als atelier voor het maken van heraldische objecten.
In de woonkamer van Tuinpad 24 werd door de heraldicus D.L. van der Meer een wand met schoorsteen volledig bezet met rijkelijk gedecoreerde tegels. Een onderdeel van deze tegelwand was de familiestamboom van de familie Van der Meer en een schildering van een 16e-eeuws tafereel van een handelshaven met daarin een driemaster. Tijdens de verbouwing in 2005 zijn deze tegeltjes verwijderd en opgeslagen. Later zijn deze tegeltjes terug aangebracht in de vakantiewoning aan de Vissteeg 8. Onder de woonkamer ligt een gewelfkelder van circa 1 bij 2 meter. Op tekeningen staat het als waterput genoemd. Het pand heeft een Franse kap.
Boven de voordeur van nr. 24 is nog de wijkaanduiding te lezen, namelijk wijk A, Nr. 12.
Tuinpad 20
Van deze oude woning is weinig bekend, in de jaren zeventig is het pand door de gemeente onbewoonbaar verklaard vanwege de gammele schoorsteen, naast de ingang. De toenmalige eigenaar heeft de schoorsteen afgebroken. In de hal bevond zich vroeger de keuken, hiervan is de oude tegelvloer nog een herkenningspunt. Onder de woonkamer is een kleine kelder dat via een luik in de vloer was te bereiken. Het pand is tegenwoordig inpandig verbonden met Vissteeg 2 en 4.
Tuinpad 18
Dit is de oude woning van de Terneuzense ondernemer Van Rompu. Hij deed zaken in onder andere de verhuur van trekpaarden voor langs het Kanaal Gent-Terneuzen, daarnaast ook actief stadsbestuurder en oprichter van Sociëteit "De Harmonie". Hij zette een huis neer pal naast de paardenstal. De woning is groot ten opzichte van de omringende panden. Het pand bestaat uit drie woonlagen, ongelijkvloers ten opzichte van het straatniveau, waaruit goed is op te maken dat het gebouwd is tegen de oude vestingwal. Op de locatie stond eerder een ander woonhuis, wat in 1910 werd verbouwd tot de huidige vorm. 
Tuinpad 16, Paardenstal
In de paardenstal Van Rompu stonden zijn paarden die werden gebruikt voor het voorttrekken van kleine scheepjes. Onder de stalvloer liggen tegenwoordig nog steeds twee mestputten. In 2007 werd een van deze twee putten uitgegraven. Tijdens de uitgraving werden enkele honderden keurig opgestapelde wijnflessen gevonden. Uit de nog aanwezige etiketten bleken deze te dateren van 1898. Het pand wordt gesierd door zijn boogramen en betegeling ter hoogte van de oude ingang voor de paarden. In 2010 werden de percelen Tuinpad 16 en 18 (intern) verbouwd tot het "Vestzak theater:  De Paerdestal". Sinds medio 2023 is hier Stadsbrouwerij Terneuzen gevestigd. 
Tuinpad 14 & 12, Molenaarswoning
Naast de paardenstal bevindt zich de oude molenaarswoning. Waarnaast tot de jaren dertig zich een molen bevond. De oude stijl van dit pand is nog goed te zien aan de kant van het Tuinpad. De kant aan het Molenzicht heeft een moderner uiterlijk. Afgezien van de gevels aan de Tuinpadzijde zijn er weinig authentieke herkenningspunten waar te nemen. Eind 20e, begin 21e eeuw heeft het pand onder meer onderdak geboden aan een moskee. In deze tijd is het pand aanzienlijk gewijzigd. Onder meer heeft men twee schuine daken verbouwd tot één platdak, enkele muren binnen het pand zijn weggebroken en het gangetje naar het achterplein is verworden tot een inpandig trappenhuis. De bouwtekening van het pand is dan ook aanzienlijk anders.  
Tuinpad 2-10
In de jaren zeventig was de gemeente Terneuzen voornemens om de oude panden aan het Tuinpad, Vissteeg en Kandeelstraat af te breken om de parkeerproblematiek op te lossen. De panden aan het Tuinpad nr. 2-10 met het oog hierop aangekocht en vervolgens afgebroken. Deze panden bevonden zich ter hoogte van het pleintje met de molenschildering.